# Église orthodoxe d'Ahvenisto
L'église orthodoxe d'Ahvenisto (en finnois : Ahveniston ortodoksinen kirkko) ou église de la décollation de Saint Jean-Baptiste (en finnois : Pyhän Johannes Kastajan mestauksen kirkko) est une église orthodoxe construite dans le quartier d'Ahvenisto à Hämeenlinna en Finlande,.

## Présentation
Située en face de l'hôpital central de Kanta-Häme, l'église en bois est achevée en 1894 et elle est consacrée par l'archevêque Antoni le 2 juin 1894. 
La longue église, d'environ 70 mètres carrés, avec une tour en bois à l'ouest représente un modèle typique des églises russes de l'époque.
L'iconostase de l'église provient d'un navire de guerre russe dans les années 1840. 
L'icône de droite n'est donc pas le saint patron de l'église, mais le saint patron des marins, Saint-Nicolas. 
Le mur entre l'autel et la petite salle de l'église montre les archanges, le thème de la résurrection et l'icône de Nevsky. 
L'icône la plus précieuse de l'église, qui montre le sort de Jean-Baptiste, a autrefois été donnée par le Monastère de Valaam. 
L'église est entourée d'un petit cimetière. Des populations civiles et militaires y ont été enterrées, et il y a aussi a proximité, une fosse commune des Gardes rouges Rouges morts pendant la guerre civile finlandaise en 1918. 
Les dernières enterrements y ont été faits dans les années 1920
Les services de culte réguliers ont pris fin dans les années 1920. 
À partir de 1996, l'activité ecclésiastique a  commencé à se redresser. 
En 1999, le sol de l'église a été rénové et tout l'intérieur a été nettoyé et peint. Le toit a été rénové en 2002 et au printemps 2006, des cloches d'église ont finalement été ajoutées au beffroi. 
Elles venaient directement de La Canée, en Crète. 
Le donateur était la Societé Diakoniaseura d'Hämeenlinna. 
Le transport a été offert par le consul de Chypre Eleterios Gavrielides. 
Les cloches diffèrent des cloches finlandaise en ce qu'elles sont spécifiquement orthodoxes et représentent la tradition des forgerons crétois. Les icônes en relief apparaissent sur leur surface et sur le côté brille la Mère de Dieu, le Christ et les saints Constantin et Hélène. Les belles cloches ont fait revivre l'église.
Une nouvelle utilisation de l'église a commencé à la fin des années 1990, lorsqu'elle a été rénovée pour une utilisation estivale.  
L'église orthodoxe d'Ahvenisto, sert actuellement d'église d'été car le bâtiment n'a ni électricité ni chauffage. 
La période d'activité de l'église commence le 24 juin avec la fête de la naissance de Jean-Baptiste  et se termine par la kermesse de l'Église, ou Praasniekka, la fête de la décollation de Jean-Baptiste le 29 août. 
Des offices réguliers ont lieu le samedi à 17 h et le dimanche à 10 heures.